# Kaseria dicolis
Kaseria dicolis är en fjärilsart som beskrevs av William Schaus 1937. Kaseria dicolis ingår i släktet Kaseria och familjen tandspinnare. Inga underarter finns listade i Catalogue of Life.